# Majndszer Kijów
Majndszer Kijów (ukr. "Майндшер" Київ) – ukraiński klub piłki nożnej plażowej w Kijowie, wielokrotny mistrz Ukrainy.

## Historia
Zespół Majndszer został założony w 2002 roku w Kijowie przez firmę "Majndszer". W 2002 debiutował w pierwszych Mistrzostwach Ukrainy Beach Soccera, zdobywając srebrne medale. Drużyna ciągle występuje w rozgrywkach o mistrzostwo Ukrainy i jest jednym z najlepszych ukraińskich klubów beach soccera.

## Sukcesy

### Krajowe
- Mistrzostwo Ukrainy :
  - Mistrz: 2003, 2006, 2009, 2012
  - Wicemistrz: 2002, 2005, 2008, 2010, 2011
  - III miejsce: 2004

## Kadra

### Znani zawodnicy
- Witalij Sydorenko
- Ołeh Zborowski